# 2322 Kitt Peak
2322 Kitt Peak è un asteroide della fascia principale del diametro medio di circa 16,04 km. Scoperto nel 1954, presenta un'orbita caratterizzata da un semiasse maggiore pari a 2,2925098 UA e da un'eccentricità di 0,0421630, inclinata di 2,40137° rispetto all'eclittica.
L'asteroide è dedicato all'osservatorio nazionale di Kitt Peak.